# Lolita Čigāne
Lolita Čigāne (ur. 18 sierpnia 1973 w miejscowości Ozolnieki) – łotewska działaczka organizacji pozarządowych, w latach 2010–2018 posłanka na Sejm. 

## Życiorys
Ukończyła szkołę średnią w Jełgawie, następnie zaś Łotewską Akademię Kultury ze specjalizacją: międzynarodowe stosunki kulturalne ze Szwecją. Uzyskała stopień magistra stosunków międzynarodowych w Uniwersytecie Środkowoeuropejskim w Budapeszcie oraz magistra ekonomii politycznej w London School of Economics. W latach 1993–1997 pracowała jako tłumacz języka szwedzkiego, następnie zaś m.in. w łotewskiej redakcji Radia Wolna Europa w Rydze i w Pradze (1997–1999) oraz Centrum Polityki Społecznej "Providus" (2005–2007). Od 2001 związana z Towarzystwem na rzecz Otwartości "Delna" (m.in. jako przewodnicząca rady). Przez szereg lat działała na rzecz walki z korupcją, a także współpracowała z Fundacją Sorosa na Łotwie.
W wyborach w 2010 została wybrana w skład Sejmu X kadencji. 3 listopada 2011 objęła tzw. mandat czasowy posłanki na Sejm XI kadencji. W wyborach w 2014 uzyskała reelekcję do Sejmu XII kadencji z listy Jedności. Nie kandydowała w wyborach w 2018, po czym wycofała się z polityki. 